# Mick Ralphs
Mick Ralphs, vlastním jménem Michael Geoffrey Ralphs, (31. března 1944 Hereford – 23. června 2025 Henley-on-Thames) byl britský kytarista a skladatel.
Známým se stal jako zakládající člen a kytarista skupiny Mott the Hoople. V roce 1973 se s některými ostatními členy nepohodl, kapelu opustil a brzy na to založil společně s Paulem Rodgersem skupinu Bad Company. Z Bad Company odešel v roce 2000, neboť mu jeho strach z létání znemožnil účastnit se většiny turné. V roce 2004 hrál na turné svého bývalého spoluhráče z Mott the Hoople Iana Huntera. Vydal také několik sólových alb.
V roce 2016 utrpěl cévní mozkovou příhodu a od té doby byl upoután na lůžko. Zemřel v roce 2025 ve věku 81 let.

## Sólová diskografie
- Take This (1998)
- It’s All Good (2001)
- That’s Life (2003)
- I Should Know Better (Mick Ralphs Blues Band; 2013)
- If It Ain't Broke (Mick Ralphs Blues Band; 2016)